# 闭塞性细支气管炎
閉塞性細支氣管炎（英語：Obliterative bronchiolitis (OB)，缩写为；constrictive bronchiolitis；popcorn lung），是因為發炎造成肺部細支氣管阻塞的疾病。症狀包括乾咳、呼吸急促、喘鳴及疲勞，症狀一般會在數週或是數個月後惡化，這和隱源性器質性肺炎（cryptogenic organizing pneumonia）無關。

## 病因及診斷
原因包括呼入有毒煙霧、呼吸道感染，結締組織病，或是進行過骨髓移植或心肺移植。在中毒或感染後2至8週內可能不會出現症狀。潛在的病理機制包括發炎導致疤痕組織形成。本疾病可透過電腦斷層掃描（簡稱CT）、肺功能試驗或肺部活體組織切片進行診斷。胸部X光檢查結果通常是正常的。

## 治療及預後
此疾病造成的傷害是不可逆的，但透過治療可以減緩症狀的惡化。治療方式包括使用皮質類固醇或免疫抑制藥物。在醫師建議下可以嘗試肺部移植。大多數人的預后往往很差，在幾個月到幾年內就死亡。

## 流行病學及歷史
對一般人而言，閉塞性細支氣管炎是不常見的症狀。在進行過肺部移植的病患而言，10年內罹患的比例有到75%，對於有從其他人身上移植過骨髓的人，最多有10%會得到閉塞性細支氣管炎。在1981年時首次詳細的描述此症狀，而在1956年時也有文獻提及此一症狀。

## 爆米花肺与爆米花工人肺
2007年8月底，荷兰学者研究发布论文表示长期接触联乙醯， 可能会增加患闭塞性细支气管炎的风险，而联乙醯正是爆米花工厂中常用的用来提升爆米花奶香口味的化学食品添加剂。研究人员发现这种添加剂在高温下会导致爆米花肺的产生，即闭塞性细支气管炎。患病患者的表现为咳嗽、哮喘与气短，有些会发生呼吸困难，严重的病例会危及生命或需接受肺移植手术。美国全国职业安全和卫生研究所于同年亦公开多起长期食用爆米花后患上肺病的病例。另因爆米花工厂的工人亦常有接触这两种添加剂的机会，使得爆米花工人们患该病的风险提升，故又被人称为“爆米花工人肺”，但两种称呼皆指的是闭塞性细支气管炎。